# Playboy Bunny
Pour les articles homonymes, voir Playboy (homonymie) et Bunny.

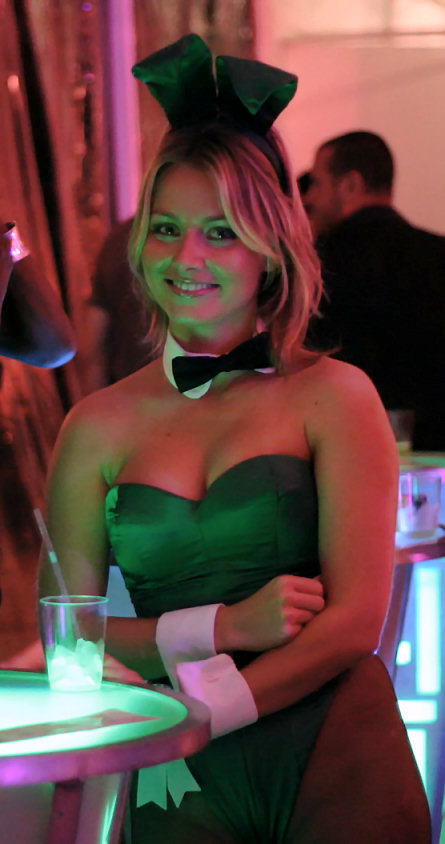
Bunny girl le 15 octobre 2005.

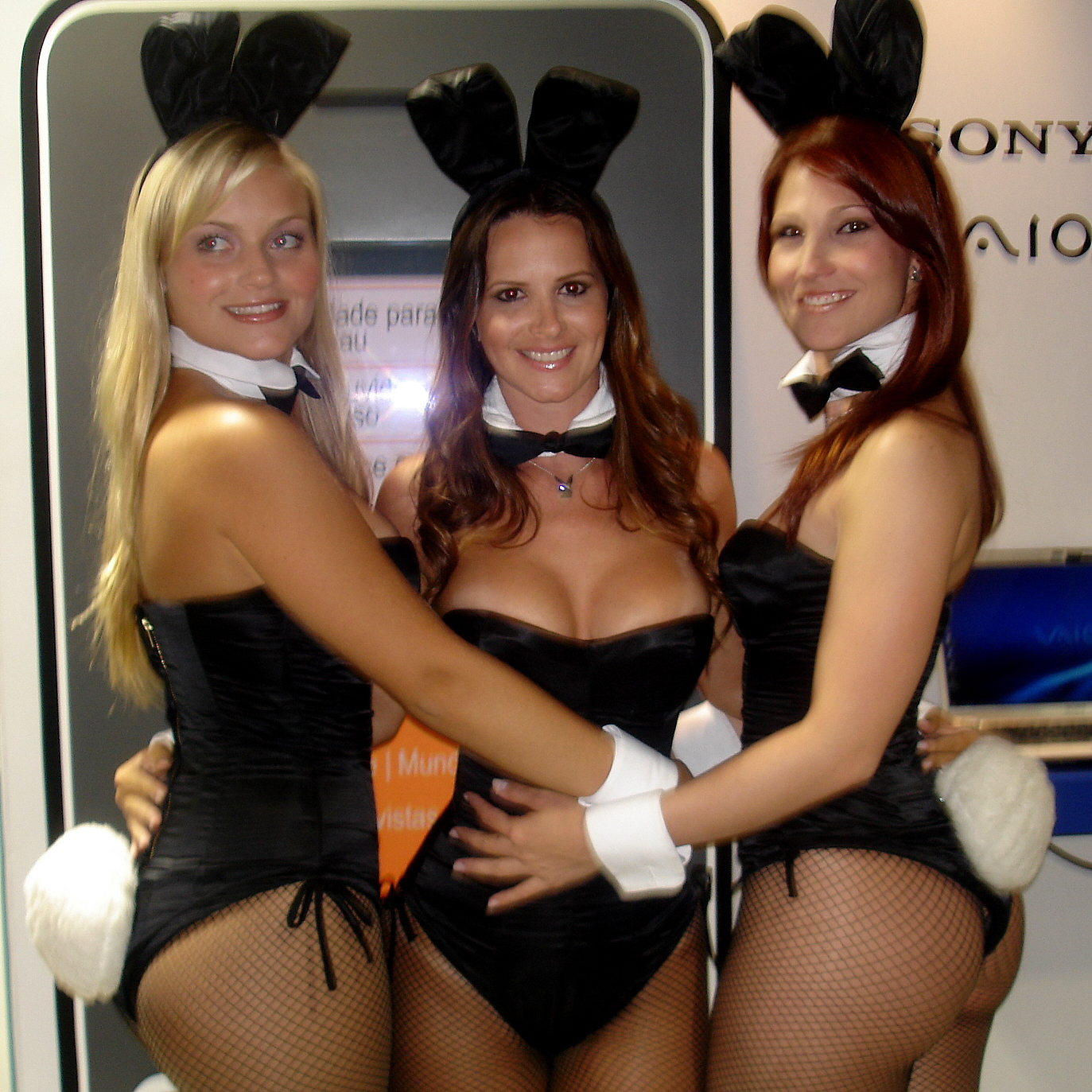
Trois bunnies brésiliennes en 2009.

Une Playboy Bunny est une serveuse dans un club Playboy (en) (« Bunny » signifie « lapin » en anglais). On peut aussi l'appeler Bunny girl ou Bunny, ces expressions pouvant aussi servir pour une femme portant le même uniforme en dehors du Club Playboy. Les Bunnies portent un costume inspiré par le lapin mascotte de Playboy consistant en un body, des oreilles de lapin, un col, des manchettes et une queue duveteuse en coton. Les Clubs Playboy étaient des bars détenus et exploités par Playboy Industries jusqu’en 1991, année de fermeture du dernier Club. Un Club rouvrit au 52e étage de l’hôtel The Palms à Las Vegas en 2006, avec des costumes redessinés par le couturier italien Roberto Cavalli.

## Costume
Le costume de Playboy Bunny est l'œuvre de la créatrice Zelda Wynn Valdes. Il fut le premier uniforme de service enregistré au Bureau des brevets et marques américain, sous le numéro 0762884. Fait sur mesure dans chaque club, le costume était composé d’un corset en satin brillant, d’oreilles de lapin en satin, d’une queue de lapin en coton, d’un col avec nœud papillon, de manchettes, de collants noirs et de chaussures à talons hauts. Le costume était systématiquement restitué au départ de la serveuse. Les deux seuls costumes exposés au public se trouvent dans les collections du Smithsonian Institution à Washington, D.C et au musée d'histoire de Chicago.

## Conditions de travail
Pour devenir Bunnies, les candidates étaient soigneusement choisies, sélectionnées lors d’auditions organisées par Keith Hefner, le frère de Hugh Hefner, puis devaient suivre un entrainement strict. On exigeait qu’elles puissent identifier 143 marques d’alcools différentes et qu’elles sachent préparer 20 variations de cocktails. Les clients n’étaient pas autorisés à toucher les Bunnies. De plus, se mêler aux clients ou sortir avec eux était strictement interdit, à l’exception des « C1 », membres les plus importants des Playboy Clubs. Avant chaque rotation de service, le manager pesait chaque Bunny, lesquelles ne devaient pas prendre ou perdre plus d’une livre (453,6 g), sauf en cas de rétention d’eau. 
Une Bunny devait également maîtriser certains mouvements, dont la « posture Bunny », réglementaire devant les clients. La Bunny se tenait alors jambes jointes, cambrée, le bassin en avant. L’attente ou le repos devaient s’effectuer en « Bunny perchée » : la Bunny s’assoit sur le dos d’une chaise, d’un canapé ou sur une rambarde, pas trop près d’un client. La manœuvre la plus connue, le « Bunny Dip », fut inventée par Kelly Collins,  qui eut la réputation d’être la « Bunny parfaite »[réf. nécessaire]. Pour l’effectuer, la Bunny se penchait gracieusement en arrière tout en pliant les genoux, avec le genou gauche levé et placé derrière la jambe droite. Ce mouvement permettait de servir des boissons sans se pencher par-dessus les tables, ce qui risquait de faire sortir les poitrines des costumes.
Contrairement à certaines rumeurs, les Playboy Bunnies n’étaient pas des prostituées. Elles n’étaient pas autorisées à donner leur nom de famille, et encore moins à coucher avec un client. Travailler dans un Club était sans danger et, les salaires élevés n’étant pas monnaie courante pour les femmes dans les années 1960, ce travail fut populaire chez les femmes[réf. nécessaire].

## De Bunny Girl à Playmate (ou vice-versa)

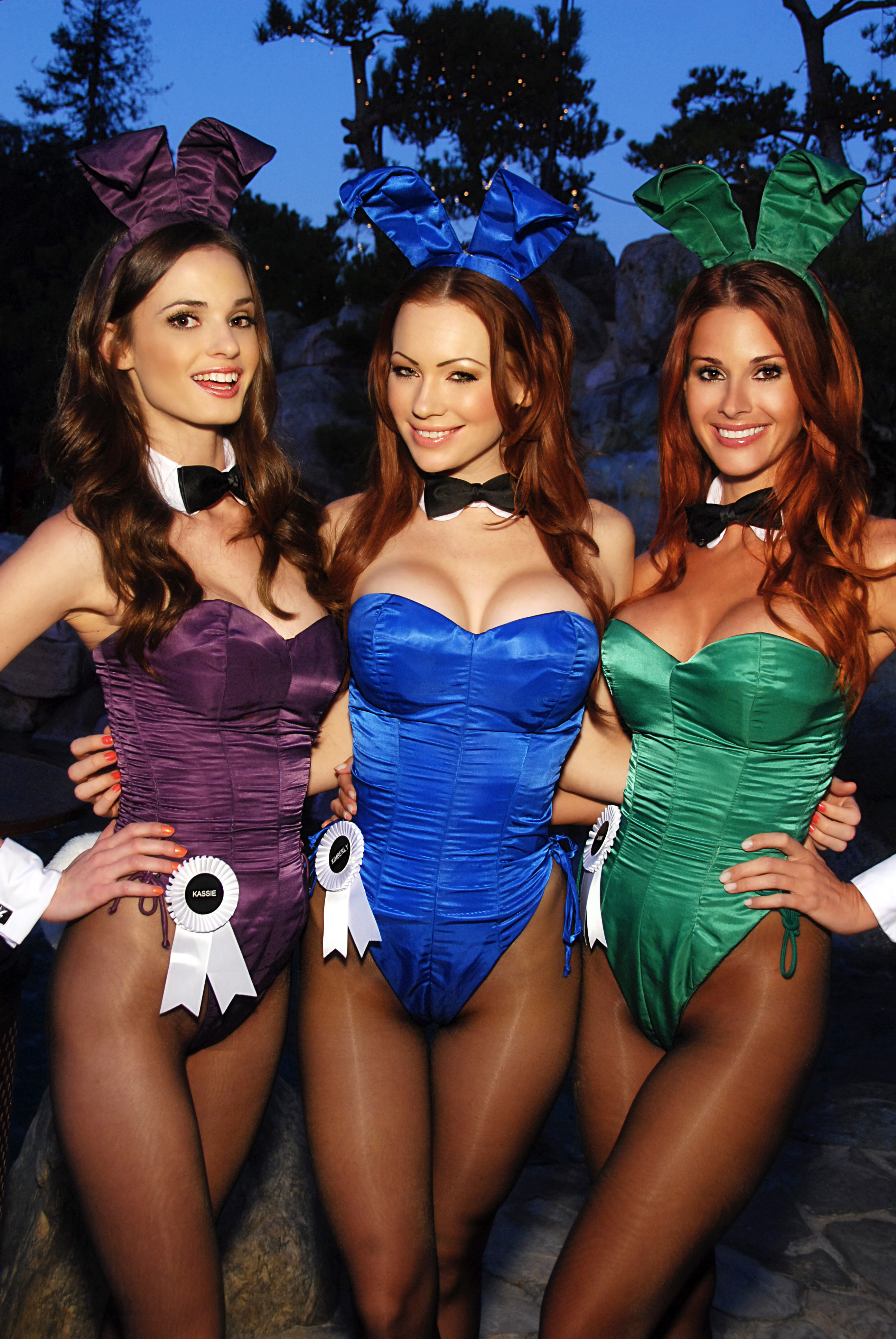
Les playmates Kassie Lyn Logsdon (Miss Mai 2010), Kimberly Phillips (Miss Septembre 2009) et Jaime Faith Edmondson (Miss Janvier 2010) en costume de Bunny le 23 juillet 2011.

Nombre de jeunes femmes ayant commencé par être Bunny Girl dans un club Playboy ont eu l'occasion de devenir Playmate. L'évolution inverse était aussi possible, une Playmate pouvant être ensuite embauchée comme Bunny Girl dans un Club Playboy. Cela pouvait être un emploi plus ou moins durable, tandis que Playmate était une occasion de durée parfois limitée avec un cachet appréciable mais qui pouvait aussi ouvrir d'autres perspectives professionnelles.
Ainsi, le numéro d'août 1964 de Playboy inclut un article intitulé The Bunnies of Chicago qui en présente, parmi nombre d'autres femmes travaillant au club de Chicago, onze qui l'avaient été ou allaient le devenir :    
- Teddi Smith (Miss Juillet 1960) ;
- Avis Kimble (Miss Novembre 1962) ;
- June Cochran (Miss Décembre 1962 et Playmate of the Year 1963) ;
- Connie Mason (Miss Juin 1963) ;
- Sharon Rogers (Miss Janvier 1964) ;
- Terri Kimball (Miss Mai 1964) ;
- China Lee (Miss Août 1964) ;
- Kai Brendlinger (Miss  Novembre 1964) ;
- Jennifer Jackson (Miss Mars 1965) ;
- Lannie Balcom (Miss  Août 1965) ;
- Patti Reynolds (Miss Septembre 1965).